# Binova, Turka
Binova (în ucraineană Біньова) este un sat în comuna Seankî din raionul Turka, regiunea Liov, Ucraina.

## Demografie
Componența lingvistică a localității Binova
     Ucraineană (100%)
Conform recensământului din 2001, toată populația localității Binova era vorbitoare de ucraineană (100%).